# Озеро Больсена (Титан)

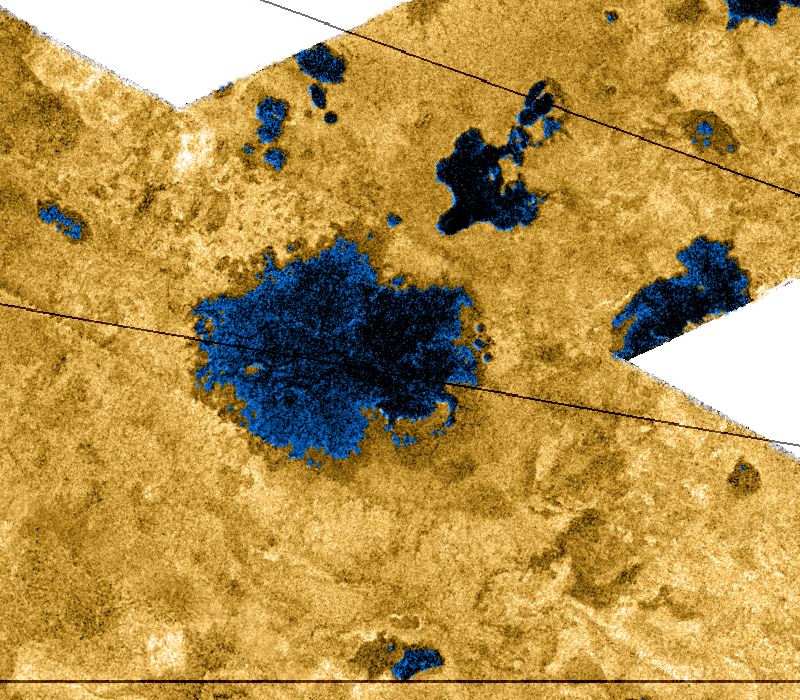
Озеро Больсена на радиокарте (цвета условные)

Озеро Больсена (лат. Bolsena Lacus) — углеводородное озеро на поверхности самого крупного спутника Сатурна — Титана. Центр имеет координаты 75°45′ с. ш. 349°43′ в. д. / 75,75° с. ш. 349,72° в. д..
Размер углеводоёма составляет примерно 101 км. Находится в северной полярной области Титана, где много и других озёр. Ближе всего к нему (за 50 км на северо-запад) лежит маленькое озеро Сотонера. Кроме того, западнее озера Больсена расположено озеро Ладога, а восточнее — озеро Цзинбо. Ещё дальше на восток находится море Кракена, а на северо-восток — море Пунги.
Озеро состоит из жидких углеводородов, главным образом это метан, этан и пропан. Обнаружено в 2007 году на снимках, переданных космическим аппаратом «Кассини-Гюйгенс». 27 сентября того же года было названо в честь одноимённого озера в Италии.